# Айклинген
Айклинген (нем. Eicklingen) — община в Германии, районный центр, расположен в земле Нижняя Саксония.
Входит в состав района Целле. Подчиняется управлению Флотведель. Население составляет 3193 человека (на 31 декабря 2010 года). Занимает площадь 22,79 км².
| Год  | Население |
| ---- | --------- |
| 1990 | 2351      |
| 1995 | 2802      |
| 2000 | 3191      |
| 2005 | 3278      |
| 2010 | 3192      |